# Сорокопуд американський
Сорокопуд американський (Lanius ludovicianus) — вид горобцеподібних птахів родини сорокопудових (Laniidae).

## Поширення
Поширений в Північній Америці. Гніздиться у більшій частині США та Мексики, а також на півдні Канади. Північні популяції на зиму мігрують в південну частину ареал, в цей час як південні є осілими. Мешкає на відкритих місцевостях з лісовими або чагарниковими острівцями, на окраїні великих лісів, в міських парках та садах.

## Опис
Птах середнього розміру, завдовжки 18-22 см, вагою 43-54 г. Це птах з міцною і масивною зовнішністю з досить великою і овальною головою, міцним і гачкуватим дзьобом, міцними і досить короткими ногами, короткими і округлими крилами і досить довгим тонким хвостом з квадратним кінцем. Верхня частина тіла сіра, нижня — від білого до світло-сірого кольору. Лицьова маска, крила та хвіст чорні. На крила є невелике біле дзеркальце, а над лицьовою маскою тонка біла брова. Очі темно-карі, дзьоб і ноги чорні.

## Спосіб життя
Живуть поодинці або парами. Активно захищають свою територію від конкурентів. Живиться комахами, іншими безхребетними та дрібними хребетними. Велику здобич нанизують на велику колючку куща або дерева чи на колючий дріт, таким чином сорокуд може розірвати її на шматки міцним гачковатим дзьобом, оскільки ноги птаха не пристосовані для утримування здобичі.
Сезон розмноження триває з кінця лютого по липень: північні популяції, як правило, розмножуються на півтора місяці пізніше південної. Глибоке чашоподібне гніздо побудована з переплетених гілочок, облицюване зсередини рослинними волокнами та розташовується між гілками колючих кущів. У гнізді 3-5 яєць. Інкубація триває 15-18 днів. Насиджує кладку самиця, а самець в цей час охороняє її та підгодовує. Пташенята вилуплюються сліпі та без оперення, але можуть літати сже після трьох тижнів життя, стаючи незалежними від батьків приблизно через місяць після вилуплення.
Тривалість життя цих птахів становить близько 10 років, максимальний зареєстрований вік — 12 з половиною років.

## Підвиди
- Lanius ludovicianus excubitorides Swainson, 1832 — поширений від Альберти до західної Оклахоми, на південь до Каліфорнії та західного Техасу; зимує на півдні ареалу та на півночі Мексики;
- Lanius ludovicianus migrans Palmer, 1898 — поширений з півдня Онтаріо та Квебеку до Луїзіани та Міссісіпі, на схід до узбережжя Атлантичного океану та на захід до східного краю Великих рівнин (Небраска, Оклахома, Канзас); зимує на узбережжі Мексиканської затоки;
- Lanius ludovicianus ludovicianus Linnaeus, 1766 — номінальний підвид, поширений на півдні США від південно-східних схилів Аппалачів до Флориди і на південь від Південного Техасу;
- Lanius ludovicianus anthonyi Mearns, 1898 — ендемік Канальних островів Санта-Роза, Санта-Крус і Санта-Каталіна (Каліфорнія);
- Lanius ludovicianus mearnsi Ridgway, 1903 — ендемік острова Сан-Клементе;
- Lanius ludovicianus grinnelli Oberholser, 1919 — Каліфорнія (США) та Нижня Каліфорнія (Мексика);
- Lanius ludovicianus mexicanus Brehm C. L., 1854 — поширений уздовж західного узбережжя Мексики, аж на південь до Оахаки та на південній околиці півострова Нижня Каліфорнія.